# Theodor Karl Löber
Theodor Karl Löber (* 17. März 1909 in Darmstadt; † 1994 in Berlin) war ein deutscher Fotograf. Er wirkte als Stadtfotograf in Berlin.

## Leben
Löber wurde in Darmstadt geboren. Im Alter von 19 Jahren zog er nach Berlin und begann am 5. Oktober 1928 im Hotel „König von Portugal“ in der Burgstraße, gegenüber dem Berliner Stadtschloss, als Hoteldiener zu arbeiten. Diese Beschäftigung endete am 31. Januar 1933 wegen „Betriebseinschränkung“.
Der Zweite Weltkrieg brachte Löber eine schwere Kriegsverwundung und amerikanische Gefangenschaft ein. Nach der Freilassung erfolgte eine sofortige Rückkehr nach Berlin, wo er sich der Fotografie zuwandte. Kurze Einweisungen bei ADN und persönlich durch den Fotografen Heinz Schaaf waren seine Einstiegshilfen. Es folgte eine lebenslange professionelle fotografische Freiberuflichkeit im Ostteil Berlins, der damaligen "Hauptstadt der DDR". Löbers erstes Fotolabor befand sich in der Görschstraße 14, in Berlin-Pankow. Bald folgte ein Umzug in die Bergstraße 6 sowie in sein Hauptlabor, in die Ackerstraße 18, in Berlin-Mitte. Seine wirkungsvollste Phase lässt sich auf die Zeit von 1947 bis 1977 fokussieren.
Er fotografierte die Zerstörung Berlins durch den Zweiten Weltkrieg, den Abriss der Kriegsschäden sowie den Wiederaufbau. Dabei konzentrierte er sich, ganz im Sinne der klassischen Arbeiterfotografie, auf die Menschen, die Trümmerfrauen und die ganz normalen Arbeiter, aber auch auf deren Leistungen, die wiederentstehende neue Stadt Berlin.
Er schuf eine Vielzahl von Berliner Stadtansichten, zeitlichen Gegenüberstellungen von Kriegszerstörung, Aufräumarbeiten und Neuaufbau der Berliner Innenstadt sowie von Stadtpanoramen – Übersichten und Überblicke von erhobenen Standpunkten. Diese wurden seine Spezialität und sein Markenzeichen, wodurch er auch den Spitznamen "Panorama-Löber" erhielt. Panoramen wurden üblicherweise damals noch ohne Panoramakamera, durch Mehrfachaufnahmen vom hölzernen Stativ aus gemacht, die später aneinandergefügt wurden.
Löber hatte Ausstellungen in Ost-Berliner Galerien und im öffentlichen Raum, zum Beispiel am Alexanderplatz. Seine Fotografien erschienen in Berlin-Büchern, Katalogen, Zeitschriften, Zeitungen und auf Briefmarken.
Theodor Karl Löber verstarb 1994 in Berlin im Alter von 84 Jahren. Sein Fotoarchiv wird gesichtet und für Ausstellungs- und Buchprojekte vorbereitet.
Erstmals nach seinem Tod 1994 wurden in einer Fotoausstellung vom 12. November 2008 bis zum 17. Januar 2009 in Berlin, wieder Fotografien von Löber einer breiten Öffentlichkeit vorgestellt.
35 Originalfotografien von Theodor Karl Löber, aus den Jahren 1952–1961, befinden sich in der Ständigen Sammlung des Märkischen Museums, Stiftung Stadtmuseum Berlin.